# Филип, Дэнни
Дэнни Филип (англ. Danny Philip; род. 5 августа 1953, Рендова, Западная провинция) — государственный и политический деятель Соломоновых Островов. Занимал должность премьер-министра с 2010 по 2011 год. Ранее работал министром иностранных дел с 1995 по 1996 год, а затем с июля 2000 по июнь 2001 года. Был председателем Народно-прогрессивной партии с 1997 по 2000 год, а затем основал Реформистскую демократическую партию, лидером которой был после избрания премьер-министром.

## Биография
Родился 5 августа 1953 года в Локуру, расположенном на острове Рендова в Западной провинции. Его мать страдала полиомиелитом и умерла всего через два дня после его рождения. Работал учителем английского языка и был лингвистом по профессии. Женат на Маргарет Филип. У него есть две бывшие жены.
Четыре раза избирался в парламент Соломоновых Островов с 1984 по 2001 год. С 1984 по 1993 год представлял избирательный округ Вона-Вона-Рендова-Тетепаре. Затеv был избран депутатом от округа Южная Новая Джорджия-Рендова-Тетепаре с 1994 по 2001 год.
Дважды занимал должность министра иностранных дел Соломоновых Островов два раза: с 1995 по 1996 год и с июля 2000 по июнь 2001 года. С 2019 года является членом парламента, представляющим Южную Новую Джорджию-Рендова-Тетепаре.
24 августа 2010 года избран премьер-министром Соломоновых Островов после подведения итогов всеобщих выборов 2010 года. Дэнни Филип и его сторонники создали так называемый «лагерь Pacific Casino» и с небольшим перевесом победили Стива Абана, лидера Демократической партии Соломоновых Островов, имея преимущество в три голоса: Филип получил 26 голосов, а Абана — 23<. Сменил исполняющего обязанности премьер-министра Дерека Сикуа.
В победной речи после выборов он заявил, что первоочередной задачей будет формирование нового правительства. Он сказал, что правительство будет активно поддерживать процесс конституционной реформы в стране, что стало одним из главных обещаний его предвыборной кампании и причиной создания Реформистской демократической партии. Назвав состав своего кабинет, он назначил Манассию Малангу своим заместителем.
11 ноября 2011 года, после того, как пять министров и семь заднескамеечников перешли на сторону оппозиции, Дэнни Филип ушел в отставку, чтобы не столкнуться с вотумом недоверия. Возглавлял временное правительство до тех пор, пока 16 ноября 2011 года парламент не избрал нового премьер-министра. Гордон Дарси Лило, член Национальной коалиции за реформы и прогресс, был избран его преемником 16 ноября 2011 года.
После ухода с поста премьер-министра Дэнии Филип продолжил присутствовать в парламенте в качестве члена.